# Artistique-Weltmeisterschaft 1979

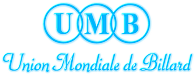
Logo UMB (ausrichtender Verband)

Veranstaltungsort: Den Haag

Die Billard-Artistique-Weltmeisterschaft 1979 war das elfte Turnier in dieser Disziplin des Karambolagebillards und fand vom 22. bis zum 25. Februar 1979 in Den Haag statt. Es war die erste Artistique-WM in den Niederlanden.

## Geschichte
Mit einem neuen Weltrekord von 311 Punkten (62,20 % gelöster Figuren) sicherte sich der Antwerpener Raymond Steylaerts seinen zweiten WM-Titel im Billard-Artistique. Zweite wurde Ex-Weltmeister Ricardo Fernández vor dem dreimaligen Titelträger Léo Corin. Hauptschiedsrichter war wieder René Vingerhoedt.

## Modus
Gespielt wurden 76 verschiedene Figuren mit verschiedenen Punktewertungen. Jeder Teilnehmer hatte pro Figur drei Versuche. Die maximale Punktzahl betrug 500 Punkte.

Gewertet wurde wie folgt:
1. Punkte = Erzielte Punkte
2. Versuche = Anzahl der gespielten Versuche
3. gelöste Figuren = gelöste Figuren
4. HS = Punkte der nacheinander gelösten Figuren

## Teilnehmer (nach Ausgangsklassement)
1. Raymond Steylaerts 307 Pkt.
2. Claudio Nadal 307 Pkt.
3. Léo Corin 303 Pkt.
4. Ricardo Fernández 284 Pkt.
5. Carlos Tosi 223 Pkt.
6. Gérard Mouradian 217 Pkt.
7. Cees van Oosterhout 211 Pkt.
8. Giuseppe Tomsich 207 Pkt.
9. Hans de Jager 207 Pkt.
10. Gert Tiedtke 201 Pkt.

## Abschlusstabelle
| Platz                        | Name                | Punkte | Versuche | gel. Figuren | HS |
| ---------------------------- | ------------------- | ------ | -------- | ------------ | -- |
| 1                            | Raymond Steylaerts  | 311    | 163      | 50           | 57 |
| 2                            | Ricardo Fernández   | 292    | 169      | 46           | 30 |
| 3                            | Léo Corin           | 275    | 162      | 45           | 30 |
| 4                            | Claudio Nadal       | 256    | 180      | 41           | 38 |
| 5                            | Carlos Tosi         | 240    | 184      | 39           | 25 |
| 6                            | Cees van Oosterhout | 203    | 184      | 34           | 23 |
| 7                            | Giuseppe Tomsich    | 193    | 194      | 32           | 32 |
| 8                            | Gérard Mouradian    | 192    | 193      | 33           | 35 |
| 9                            | Gert Tiedtke        | 167    | 197      | 30           | 18 |
| 10                           | Hans de Jager       | 156    | 200      | 28           | 19 |
| Turnierdurchschnitt: 45,70 % |                     |        |          |              |    |